# Jardinella
Jardinella é um género de gastrópode  da família Hydrobiidae.
Este género contém as seguintes espécies:
- Jardinella acuminata
- Jardinella carnarvonensis
- Jardinella colmani
- Jardinella coreena
- Jardinella corrugata
- Jardinella edgbastonensis
- Jardinella eulo
- Jardinella exigua
- Jardinella isolata
- Jardinella jesswiseae
- Jardinella pallida
- Jardinella zeidlerorum